# Чуракова, Светлана Александровна
Светлана Александровна Чуракова (родилась 7 октября 1993 года в Архангельске) — российская волейболистка сидя, игрок «ЦСП-Крылатское»; чемпионка мира 2018 года в составе женской сборной России, чемпионка Европы 2017 и 2019 годов. Заслуженный мастер спорта России (2018). Первая в России волейболистка с протезом руки.

## Биография
Инвалид детства (врожденное отсутствие правого предплечья). К 25 годам окончила факультет журналистики, получив дипломы журналиста и переводчика. Работала корреспондентом региональной программы «Вести Поморья», учителем английского языка, замдиректора протезно-ортопедического предприятия. Занималась стрельбой из лука, стала обладательницей приза на университетском конкурсе красоты (первая и единственная участница конкурса красоты с инвалидностью). От занятий по стрельбе из лука позже отказалась из-за неудобного протеза. Участница соревнований «Кибатлетика» для лиц с ограниченными возможностями, использующих протезы.
В волейболе сидя выступает за московский клуб «ЦСП-Крылатское», используя специальный спортивный протез. До занятий волейболом (в возрасте 17 лет) имела рост 196 см и вес 127 кг, за что подвергалась насмешкам, но позже сбросила 44 кг. В составе женской российской сборной выиграла чемпионат Европы 2019 года и чемпионат мира 2018 года. За победу на чемпионате мира 2018 года удостоена звания Заслуженного мастера спорта России.